# Леслі Лемке
Леслі Лемке (англ. Lesley Lemke, нар. 31 січня 1952) — сліпий американський геній-аутист, найбільш відомим завдяки своїм музичним здібностям.

## Життєпис
Леслі народився недоношеним в місті Мілвокі, штат Вісконсин 1952 року. Через ускладнення від передчасної появи на світ та глаукому, очі Леслі було видалено хірургічним шляхом в перші місяці життя. Він також мав ушкодження мозку та ДЦП. Його мати віддала Леслі на усиновлення, і а керівництво округу звернулися до Мей Лемке, няні-виховательки, з проханням доглядати за Леслі у неї вдома. Хлопчику виповнилось 12 років, коли він навчився стояти, а у 15 років він навчився ходити.
Соціальні робітники попереджали Лемке, що ймовірно Леслі не виживе, вона була певною, що хлопчик зможе жити під її опікою. Годуючи хлопчика, названа мати іноді була вимушена класти ложку каші йому до рота, а потім гладити рукою по горлу, щоб той проковтнув їжу. Пройшов рік, перш ніж Леслі зміг жувати їжу самостійно. Знадобилися роки постійної турботи, щоб він зміг більш-менш самостійно про себе піклуватись. Щоб навчити Леслі проходити кілька метрів, мати винайшла систему ременів, що підтримували хлопчика, доки той намагався рухатись за матір'ю. Згодом виявилось, що хлопчик міг співати кілька окремих фраз із пісень, не розуміючи їхнього змісту. Він міг напрочуд точно відтворити голос і тон, що він чув по радіо.
Коли Леслі виповнилося сім років, названі батьки Мей та Джо купили піаніно, щоб хлопчик міг натискати клавіші, слухаючи звуки. Ні він, ні названі батьки не вміли грати, але подружжя Лемке вирішило, що ця терапія дозволить хлопчику навчитись сприймати світ через звуки. Незабаром виявилось, що Леслі міг відтворювати музику, почуту один раз по радіо. Він грав її на піаніно, а також на барабанах, акордеоні, і навіть органі. Через високу спастичність м'язів, хлопчик не міг тримати в руках ложку, але ці труднощі зникли, коли він почав грати на піаніно. У віці 12 років Леслі вже міг годинами грати на фортепіано і співати пісні, почуті по радіо. Хоча він не часто чув класичну музику, але коли йому було 14, його названі батьки прокинулися посеред ночі від музики, і побачили, що Леслі бездоганно грав Фортепіанний концерт № 1 Чайковського, який він чув того вечора. Леслі полюбляє грати музику в різних стилях: регтайму до класики.
Леслі може бездоганно запам'ятати і відтворити музичний твір будь-якої тривалості і складності. Серед багатьох пісень, що знає Леслі, він часто співає християнські гімни «Великий Бог» і «Чудову ласку». З часом Леслі не тільки міг відтворювати музику, а й імпровізувати. Він складає пісні експромтом і співає баритоном. Його вербальний IQ складає 58.
Леслі регулярно давав концерти в містечку Fond du Lac, що в штаті Вісконсин. Популярність йому принесла участь в телевізійних шоу. Так, 1983 року канал ABC зняв фільм The Woman Who Willed a Miracle («Жінка, що створила чудо»), драму про Леслі і його названу мати. У стрічці знявся знялась Клоріс Лічмен у ролі Мей Лемке. Леслі також присвятив пісню співак Фред Смолл «Леслі інший» (Lesley is different).
Леслі гастролює США, Скандинавією та Японією, а також час від часу дає безкоштовні концерти.
Мей Лемке страждала від хвороби Альцгеймера і померла 6 листопада 1993 року.

## Подальше читання
- Bonisteel, Рой. Враховуючи Всі Обставини. У видавництві doubleday Канада, 1997, с.  25, . ISBN 0-385-25599-3
- Монті, Ширлі. Може це хлопчик: неймовірна Історія кохання. Томас Нельсон, Inc. Встановіть 1983. ISBN 978-0-8407-5784-5